# Armutsfalle
Im Allgemeinen ist in der Entwicklungsökonomik eine Armutsfalle „jede Form eines selbstverstärkenden Mechanismus, welcher dazu führt, dass Armut überdauert“.
Spezifischer ist eine Armutsfalle ein – für eine Familie, eine Gemeinschaft oder eine Nation – negatives Gleichgewicht, das eine Abwärtsspirale umfasst, in dem Armut und Unterentwicklung zu mehr Armut und Unterentwicklung führen, oft von einer Generation zur nächsten.
Wenn die Armut von Generation zu Generation überdauert, fängt der Mechanismus an, sich selbst zu verstärken, wenn nicht Schritte unternommen werden, um die Abwärtsspirale zu durchbrechen.
In Entwicklungsländern begünstigen viele Faktoren, dass sich die jeweiligen Länder in eine Abwärtsspirale begeben, zum Beispiel: Beschränkter Zugriff auf Kapitalmärkte, Korruption in staatlichen Einrichtungen, schlechte Ausbildungssysteme, ein schlechtes Gesundheitswesen, Krieg, zumal Stellvertreterkriege, keine ausreichend entwickelte Infrastruktur, aber vor allem die Ausbeutung durch reiche Länder (Jean Ziegler: „Es kommt nicht darauf an, den Menschen der Dritten Welt mehr zu geben, sondern ihnen weniger zu stehlen.“). In der Volkswirtschaftslehre ist die Existenz von Armutsfallen umstritten. Trotzdem existieren einige ökonomische Modelle die Armutsfallen modellieren. Einige Modelle legen nahe, dass eine Armutfalle mittels eines kräftigen Investitionsstoßes durchbrochen werden kann.